# 테카식-칼릭스틀라우아카 머리
테카식-칼릭스틀라우아카 머리는 1933년에 멕시코 시티에서 남서쪽으로 약 65km 떨어진 곳인, 톨루카 계곡에 있는 테카식-칼릭스틀라우아카 지역에 있는 메소아메리카 시대의 사람의 묘지에 묻혀있던 부장품 사이에서 발견되었던 것으로, 아마도 원래는 더 큰 입상의 일부였을 것인, 테라코타 두상이다. 두상이 고대 로마 시대의 가공품과 유사하게 보이기 때문에, 어떤 이들은 크리스토퍼 콜럼버스가 아메리카에 도달하기 이전의 대서양 연안 문명 간의 접촉의 증거라고 주장된다.

## 로마 제조의 증거
그 문제의 평가는 Romeo H. Hristov (뉴멕시코 대학)과 Santiago Genoves T. (멕시코 국립자치 대학)에 의해 2001년에 이루어졌다.
두상이 발견되었던 장소는 식민지 기간 동안에 피해를 입지 않은 진짜 식민지 시대 이전의 장소인 것으로 보인다. 독일, 하이델베르크에 FS Archaeometrie 설비에서 P. Schaaf와 G.A. Wagner에 의해 1955년에 실행한 열루미네슨스 테스트는 그것의 식민지 시대 이전 기원을 확실하게 하는, 대략 B.C. 9세기와 A.D. 13세기의 중간 사이로 연대 범위를 입증했다. 가공품의 사진을 검사한, 이탈리아 로마에 있는 독일 고고학 협회의 Bernard Andreae는 그것이 로마인이라고 믿는다는 것을 발표했으며 헤어스타일과 턱수염을 바탕으로, 그것의 기원 시기로 A.D. 2세기를 제출했다.

## 가설
가공물을 분석했던 연구자들에 따르면, 거기에는 여러 가능성이 있다:
- 날조: UNAM에 고고학자인, Paul Schmidt에 의한 비공식 발표에 따르면, 두상은 발굴 현장 관리자인 Jose Garcia-Payon에게 짖꿎은 장난을 하려는 시도로, 고고학자 Hugo Moedano이 가담하여 그 장소에 몰래 묻어졌다. Schmidt는 게다가 일찍이 Garcia-Payon은 전체 발굴 내내 보이지 않았다고 말했다.[2] Garcia-Payon의 아들은 그의 아버지가 발견의 시간에 장소에 있었다고 말했다고 주장한다. Hristov에 따르면, 이런 주장들은 소문이다. 직접적으로 관련된 개개인들이 죽었기 때문에 소문들의 확인 및 정보는 불가능하게 되었다.

- 중앙 멕시코에 왔던 초기 유럽 방문자들의 수입품. Hristov에 따르면, 나와틀족(멕시코 남부와 중미 일부 지방의 원주민)에 관한 역사적인 전설에 유럽인에 대한 어떤 언급도 없어 유럽인들이 16세기 스페인 정복자들 전에 올 수 있었다는 것이 매우 의심스럽다. 실로, Moctezuma II(멕시코 아즈텍 제국 9대 황제)는 1518년에 스페인 사람의 도착에 대해 매우 빨리 알게 되었고 소식은 아즈텍 귀족들로부터 매우 강한 주의를 끌었다.[3] 그런데, Hristov는 다른 역사학자들이 그 지역에 고대 노르웨이인의 방문 가능성을 고려했으며 그 모양은 고대 북유럽인 또는 바이킹을 닮을 수 있다는 것에 주목했다.

- 1961년에, 오스트리아 동양학자 및 인류학자 Robert Heine-Geldern 박사는 두상은 인도차이나에 최초 통과한 뒤 곧 아직도 사료에 적혀 있지 않은 태평양을 횡단하는 여행을 통하여 아메리카로 진로를 정했을지 모른다고 견해를 말했다.[4]

- 로마인/페니키아인/베르베르인의 배에 의한 여행 또는 고대 시대에 아메리카 해안에 난파와 같은 것의 표류. Hristov는 그런 결과의 가능성으로는 아마 B.C. 5세기 또는 6세기에 로마인, 페니키아인 그리고 베르베르인들로부터 카나리아 제도에 있는 Tenerife 그리고 Lanzarote섬까지 그리고 로마 식민지(B.C. 1세기부터 A.D. 4세기까지)의 Lanzarote 섬에 여행 증거의 발견에 의해 야기되었다고 주장한다.[3]

## 같이 보기
- 오파츠

## 참고도서
- Hristov, Romeo H. (1994), “The little "Roman" head of Calixtlahuaca, Mexico: Some reflections”, 《NEARA Journal》 28 (3–4): 68–69, 2007년 3월 2일에 원본 문서에서 보존된 문서, 2015년 5월 9일에 확인함
- Hristov, Romeo H.; Genovés T., Santiago (1999), “Mesoamerica evidence of pre-Columbian transoceanic contacts”, 《Ancient Mesoamerica》 10 (02): 207–213, doi:10.1017/S0956536199102013
- Hristov, Romeo H.; Genovés T., Santiago (2001), “Reply to Peter Schaaf and Günter A. Wagner's "Comments on 'Mesoamerican evidence of pre-Columbian transoceanic contacts'"”, 《Ancient Mesoamerica》 12: 83–86, doi:10.1017/S0956536101121012
- Smith, Michael E. "The 'Roman Figurine' Supposedly Excavated at Calixtlahuaca", Accessed: 2012-02-13. (Archived by WebCite® at https://web.archive.org/web/20150918004446/http://www.public.asu.edu/~mesmith9/tval/RomanFigurine.html)